# 梅津広吉
梅津 広吉（うめづ こうきち、1897年（明治30年）9月5日 - 1959年（昭和34年）4月20日）は、大日本帝国陸軍軍人。最終階級は陸軍少将。

## 経歴
1897年（明治30年）に宮城県で生まれた。陸軍士官学校第31期、陸軍大学校第41期卒業。1940年（昭和15年）3月9日に第11師団参謀長に就任し、8月1日に陸軍砲兵大佐に進級した。1941年（昭和16年）4月には陸軍省兵務局馬政課長に転じた。
1943年（昭和18年）12月にバンカランブランタン防衛司令官（第3航空軍）に就任し、太平洋戦争に出征した。1944年（昭和19年）8月に陸軍少将に進級し、1945年（昭和20年）3月9日に第29軍軍政監部総務部長兼第29軍参謀（南方軍・第7方面軍）に就任して、タイピンで終戦を迎えた。
1948年（昭和23年）1月31日、公職追放仮指定を受けた。